# Михайлова Гора (Лихославльский район)
Михайлова Гора — деревня в Лихославльском районе Тверской области. Относится к Сосновицкому сельскому поселению.

## География
Расположена в 4 км на север от центра поселения деревни Сосновицы и в 17 км на север от районного центра Лихославля.

## История

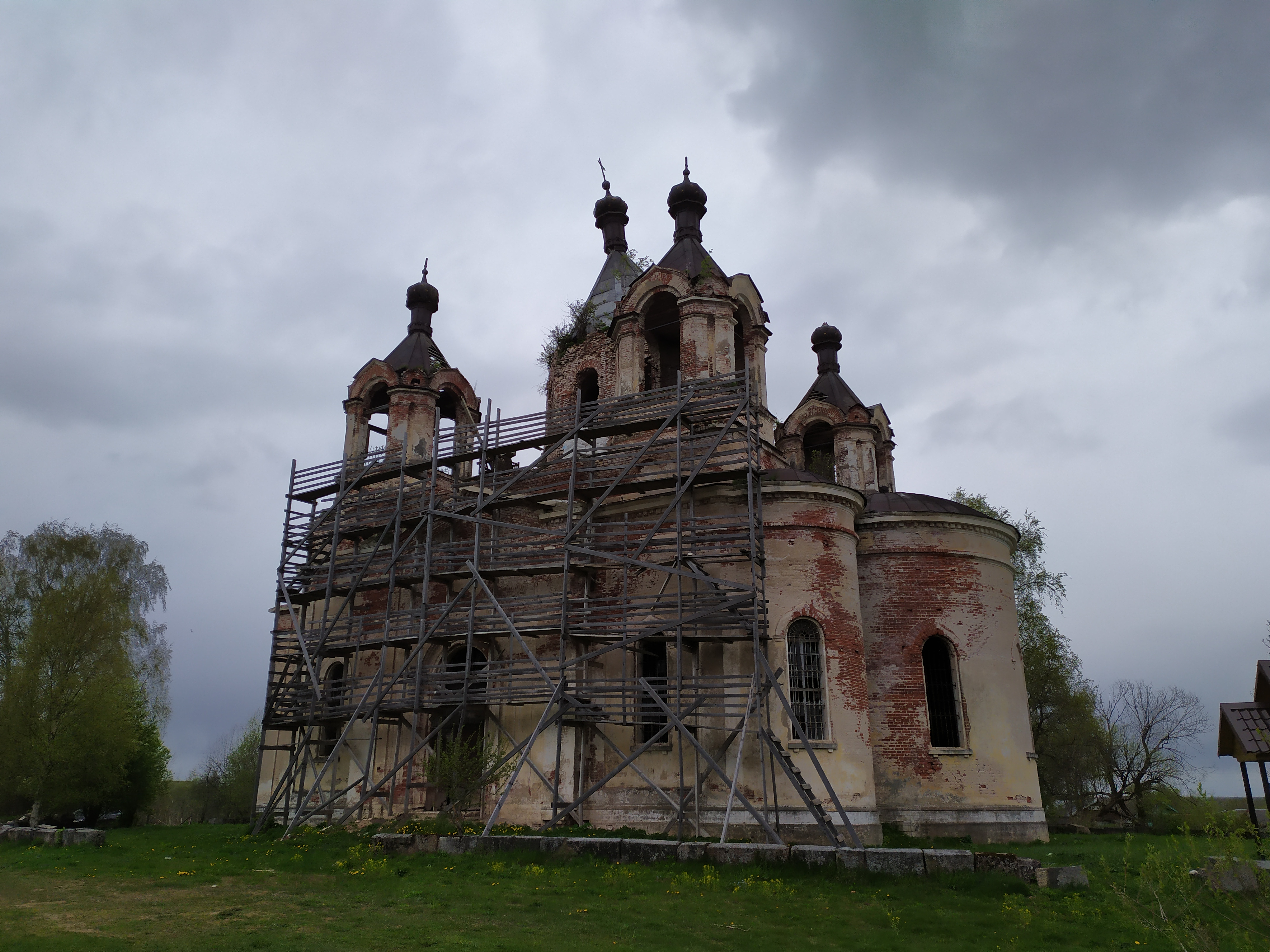
Преображенская церковь. 2020 год

В 1767 году в селе была построена деревянная Никольская церковь, которая к середине XIX века пришла в ветхость. В этой церкви хранилось старое Евангелие, напечатанное при царе Алексее Михайловиче в 1668 году.
Разрешение на строительство новой каменной церкви было получено в 1852 году. В то время село принадлежало удельному ведомству царя, другие деревни прихода принадлежали разным владельцам: Повало-Шейковскому, генерал-лейтенанту Я. Я. Воробьёву (1792—1869), инженеру, коллежскому советнику С. И. Серебренитскому (1812—1876), князю Эгалычеву. К строительству церкви приступили в 1857 году, а уже в 1860 году церковь была освящена. В 1880 году один из приделов церкви сделали теплым, в 1882 году церковь оградили. В 1904 году построена церковная сторожка с бревенчатыми сенями. Церковь стоит в центре сельской площади, здание кирпичное на гранитном цоколе. Церковь была закрыта в 1965 году. 
В конце XIX — начале XX века село входило в состав Дорской волости Новоторжского уезда Тверской губернии.
С 1929 года деревня входила в состав Сосновицкого сельсовета Лихославльского района Тверского округа Московской области, с 1935 года — в составе Калининской области, с 1994 года — в составе Сосновицкого сельского округа, с 2005 года — в составе Сосновицкого сельского поселения.

## Население
| 1859 | 1884 | 2002 | 2010 |
| ---- | ---- | ---- | ---- |
| 243  | ↘227 | ↘149 | ↘142 |

## Достопримечательности
В деревне находится недействующая Церковь Спаса Преображения (1860).